# Буркутти (Баянаульський район)
Буркутти́ (каз. Бүркітті) — село у складі Баянаульського району Павлодарської області Казахстану. Входить до складу Жанажольського сільського округу.
Населення — 40 осіб (2021; 69 у 2009, 74 у 1999, 166 у 1989).
Національний склад станом на 1989 рік:
- казахи — 74 %